# 古扎峰
46°05′52″N 10°38′19″E / 46.09774°N 10.63871°E
古扎峰（義大利語：Corno Guzza），是意大利的山峰，位於該國北部，由特倫蒂諾-上阿迪傑大區負責管轄，屬於阿達梅洛-普雷薩內拉阿爾卑斯山脈的一部分，海拔高度2,525米，每年平均降雨量1,357毫米。